# Pobar
Pobar es una localidad y también una entidad local menor española del municipio de Magaña, perteneciente a la provincia de Soria, en la comunidad autónoma de Castilla y León. Está ubicada en la comarca de las Tierras Altas.

## Geografía
Esta pequeña población de la comarca de Tierras Altas está ubicada en el noreste de la provincia, en el límite con La Rioja bañado por el río Alhama en la vertiente mediterránea, al sur de sierra de las Cabezas y sierra de Alcarama; al norte de sierra del Almuerzo. Forma parte del partido judicial de  Soria. Desde el punto de vista jerárquico de la Iglesia católica forma parte de la diócesis de Osma la cual, a su vez, pertenece a la archidiócesis de Burgos.
Yacimiento de plomo y filón de cuarzo en las proximidades de la localidad, y otro de cobre.

### Comunicaciones
Localidad situada en la carretera provincial SO-P-1001 de Soria a Fuentes de Magaña.

## Historia
A la caída del Antiguo Régimen la localidad se constituye en municipio constitucional, conocido entonces como Povar, en la región de Castilla la Vieja, partido de Ágreda que en el censo de 1842 contaba con 57 hogares y 230 vecinos.
A mediados del siglo XIX, crece el término del municipio porque incorpora a Villarraso.A finales del siglo XX este municipio desaparece porque se integra en Magaña. Ambas localidades contaban entonces con 66 hogares y 284 habitantes.

## Demografía
| Gráfica de evolución demográfica de Pobar entre 1842 y 1960 |
| |
| Población de derecho según los censos de población del INE Población de hecho según los censos de población del INEEn este censo se denominaba Povar: 1842 Entre el censo de 1857 y el anterior, crece el término del municipio porque incorpora a 425143 (Villarraso) Entre el censo de 1970 y el anterior, este municipio desaparece porque se integra en el municipio 42107 (Magaña) |

En el año 1981 contaba con 55 habitantes, concentrados en el núcleo principal, pasando a 29 en 2010, 17 varones y 12 mujeres.
| Gráfica de evolución demográfica de Pobar entre 2000 y 2010                                      |
|                                                                                                  |
| Población de derecho (2000-2010) según los censos de población del INE a 1 de enero de cada año. |

## Patrimonio
- Iglesia parroquial de San Esteban, del siglo XVIII.